# 高水站
高水站（日语：／ Takamizu eki */?）是位於山口縣周南市大字原字北長溝237番，西日本旅客鐵道（JR西日本）的岩德線車站。

## 歷史
- 1934年（昭和9年）
  - 3月28日 - 岩德西線周防花岡站至此站開通，此站啟用。
    - 當時車站地址為山口縣熊毛郡高水村（日语：高水村）大字原字北長溝。

  - 12月1日 - 岩國站（現時為西岩國站）至此站之間開通。麻里布站（現時為岩國站）至周防高森站至櫛濱站之間全線開通，該區間路線名稱為山陽本線。
- 1944年（昭和19年）10月11日 - 山陽本線岩國站（1942年前該站名為麻里布站）至周防高森站至櫛浜站之間的路線名稱改名為岩德線。
- 1956年（昭和31年）9月30日 - 隨著熊毛町（日语：熊毛町）成立，車站地址變為山口縣熊毛郡熊毛町大字原字北長溝。
- 1987年（昭和62年）4月1日 - 伴隨國鐵分割民營化，車站由西日本旅客鐵道（JR西日本）營運。
- 1992年（平成4年）12月1日 - 成為無人車站。
- 2003年（平成15年）4月21日 - 隨著周南市成立，車站地址變為山口縣周南市大字原字北長溝。

## 車站構造
車站是一座地面車站，設有2面2線的相對式月台，可進行列車交會。車站大樓位於德山方向月台側，大樓內設有自動售票機。兩月台之間設有跨線橋連接。
此站是由德山地域鐵道部管理的無人車站。
由於此站最接近本州唯一白頭鶴棲息地——周南市八代地區，因此在岩國方向月台上設有白頭鶴的紀念碑，在德山方向月台上設有白頭鶴剝製標本，並存放在玻璃櫃內展示。
此站曾經設有廁所，在JR西日本時代撤走。為了方便乘客，周南市在2009年建設了廁所。

### 月台
| 月台         | 路線    | 上下行 | 方向           |
| ------------ | ------- | ------ | -------------- |
| 車站大樓一方 | ■岩德線 | 下行   | 櫛濱、德山方向 |
| 車站大樓對面 | ■岩德線 | 上行   | 玖珂、岩國方向 |

※在旅客資訊上沒有標示月台編號。

## 使用狀況
以下為近年使用人次：
| 乘車人次變化 | 乘車人次變化 |
| 年度         | 1日平均人次  |
| ------------ | ------------ |
| 1999         | 317          |
| 2000         | 308          |
| 2001         | 292          |
| 2002         | 259          |
| 2003         | 251          |
| 2004         | 227          |
| 2005         | 222          |
| 2006         | 227          |
| 2007         | 221          |
| 2008         | 199          |
| 2009         | 198          |
| 2010         | 196          |
| 2011         | 183          |
| 2012         | 179          |
| 2013         | 175          |
| 2014         | 167          |
| 2015         | 195          |
| 2016         | 188          |
| 2017         | 204          |
| 2018         | 176          |

## 車站周邊
- 周南市熊毛綜合分所（前 熊毛町（日语：熊毛町）本廳舍）
- 山口縣警察（日语：山口県警察）光警署（日语：光警察署） 熊毛派出所
- 山口縣農業協同組合（日语：山口県農業協同組合）熊毛分所
- 呼鶴溫泉
- 熊毛郵局（日语：熊毛郵便局 (山口県)）
- 山口銀行 呼坂分店
- 山口縣立熊毛北高等學校（日语：山口県立熊毛北高等学校）
- 周南市立熊毛中學
- 周南市立高水小學
- 中央食品（日语：中央フード）

## 巴士路線
最接近此站的巴士站是高水站巴士站。以下為停靠該站的巴士路線，均由防長交通營運。
- [6-11]：德山站前 - 市政廳前 - 德高前 - 周陽町中央醫院入口 - （繞道） - 花岡 - 久保團地四丁目 - 久保站前 - 高水站前 - 夢想廣場熊毛
- [6-12]：德山站前 - 市政廳前 - 德高前 - 周陽町中央醫院入口 - （繞道） - 華陵高校 - 久保團地四丁目 - 久保站前 - 高水站前 - 夢想廣場熊毛
- 下松站前 - 下松市政廳前 - 中宮 - 久保市 - 久保團地四丁目 - 久保站前 - 高水站前 - 夢想廣場熊毛
- 周南紀念醫院 - 久保團地四丁目 - 久保站前 - 高水站前 -  夢想廣場熊毛
- 光市政廳前 - 島田站前 - 小周防 - 高水站 - 八代 - 魚切

## 相鄰車站
西日本旅客鐵道（JR西日本）
■岩德線
米川－高水－勝間

## 注腳
1. ↑  施設名 : 1127 高水駅前トイレPDF（日語）（16.其他） - 周南市公共設施【設施數據】（周南市設施白皮書） p.391，周南市（2013年11月發行，2014年3月7日參閲）
2. ↑  山口縣統計年鑑

## 外部連結
- 高水｜車站資訊：JR出門網 - 西日本旅客鐵道（日語）